# Gothic & Lolita Bible
Gothic & Lolita Bible (яп. ゴシック&ロリータバイブル госикку андо рори:та байбуру, «Библия Готики и Лолит») — ежеквартальный японский журнал-книга, посвящённый готике и субкультуре лолит. Он появился в 2001 году, как продолжение журнала Kera. Помимо этого журнал публикует мангу и статьи о близких к основному направлению темам, таким как visual kei, bjd и т. д. Gothic & Lolita Bible является ведущим журналом о моде лолит, публикующим её модные тенденции, советы по самостоятельному изготовлению костюмов и материалы ведущих людей в этом направлении.

## История
Первый выпуск журнала вышел в 2001 году, являясь продолжением японского модного журнала Кера. Это «mook», то есть Gothic & Lolita Bible представляет собой сочетание журнала и книги. Известный модельер моды лолита и музыкант Мана был инициатором создания Gothic & Lolita Bible, а певица Кана продвигала этот журнал и саму культуру лолит, нося подобные платья на сцене. Эссеист Такемото Нояла со своими очерками о «надлежащем поведении и правильном отношении» также повлиял на желание японских девушек стать лолитами. Поэтому мода лолит является главной из двух основных тем журнала.
Идея издавать журнал на английском языке в Северной Америке впервые появилась в 2003 году. В июне 2007 года Tokopop объявили о решении реализовать этот план, и выпустили первый англоязычный номер в феврале 2008 года. Помимо оригинального материала, в нём также были напечатаны статьи из прошлых японских выпусков, выбранные авторами. Начиная со второго тома, английская версия Gothic & Lolita Bible начала публиковать переводы прошлогодних статей, рецензий и интервью из японской версии вместе с оригинальным материалом о моде и её тенденциях в США.

## Оценка
Gothic & Lolita Bible заняли 10 место в рейтинге сайта About.com в 2008 году, среди гибридов журнала и книги, посвящённых манге. Журнал получил положительные отклики от англоязычных критиков. Гид с сайта About.com Деб Аоки причислила его к наиболее ожидаемых журналов манга в 2008 году. Сандра Скоулз пишет: «это существенной выбор для книжной полки каждой Лолиты!». Отмечая содержание Gothic & Lolita Bible и то что этот журнал не является «серьёзным и научным», Даниель ван Голдер из Mania Entertainment описывает этот журнал как " это великолепный глянцевый «mook», который должен понравиться как случайному поклоннику моды Лолита, так и самым взыскательным лолитам-принцессам. Пишущий для Coolstreak Cartoons, Лерой Douresseaux прокомментировал «прекрасные фотографии» моделей Gothic & Lolita Bible и назвал их «фотографическое искусство из „Сумрачной Зоны“ через „Заводной апельсин“, „Опасные связи“, „Безумный Макс“ и т. д.»